# Battle Isle
Battle Isle is een computerspel dat werd ontwikkeld en uitgegeven door Blue Byte Software GmbH. Het spel kwam in 1991 uit voor de Commodore Amiga en DOS. Op het planeet heerst een AI-leger genaamd Chromos dat op hol geslagen is. De speler vecht met het leger Drull met als doel te winnen. Het spel is een beurtgebaseerde strategiespel. Het spel omvat 16 levels om tegen de computer te spelen en 16 andere levels om tegen een menselijke tegenstander te spelen.

## Ontvangst
| Beoordeeld door | Platform | Datum          | Score |
| --------------- | -------- | -------------- | ----- |
| Amiga Action    | Amiga    | oktober 1991   | 85%   |
| PC Leisure      | DOS      | november 1990  | 80%   |
| Amiga Joker     | Amiga    | oktober 1991   | 68%   |
| Power Play      | DOS      | februari 1991  | 64%   |
| Power Play      | Amiga    | september 1991 | 64%   |
| Génération 4    | Amiga    | juni 1992      | 41%   |